# Psila qinlingana
Psila qinlingana är en tvåvingeart som beskrevs av Wang och Yang 1989. Psila qinlingana ingår i släktet Psila och familjen rotflugor. Inga underarter finns listade i Catalogue of Life.